# Demonstrationsfrihet
Demonstrationsfrihet avser rätten att demonstrera.

## Sverige
Demonstrationsfrihet definieras i den svenska grundlagen regeringsformen, andra kapitlet första paragrafen som "frihet att anordna och deltaga i demonstration på allmän plats". Med demonstrationsfrihet menas rättigheten att demonstrera för eller emot vad man vill.
Den som anordnar en demonstration måste enligt ordningslagen ansöka om demonstrationstillstånd eller lämna in anmälan till polismyndigheten. Polisen kan ge avslag på grund av ordningsläget vid exempelvis risk för bråk i samband med demonstrationen eller om det kan anses befogat med hänsyn till trafiken. Polisen har ej rätt att stoppa en demonstration, endast på grund av att tillstånd för den ej sökts, utan det beror på i princip samma grunder som ett avslag för tillstånd kan ske. Grundlagsskyddet för demonstrationer är dock starkt och mycket krävs för att polisen ska förbjuda sammankomster på grund av ordningsläget. Våldsanvändning av motdemonstrationer är i normala fall inte skäl till att neka tillstånd. Polisen kan inte heller motivera ett nekande med resursbrist.